# Pterophyllum
Pterophyllum (letterlijk "gevleugeld blad") is een geslacht van straalvinnigen uit de familie van de cichliden (Cichlidae). Het geslacht is ook bekend onder de naam Maanvissen. De drie soorten in dit geslacht komen uitsluitend voor in Zuid-Amerika.

## Kenmerken
De maanvissen hebben een sterk afgeplat, driehoekig lichaam, vandaar ook de Nederlandse naam, dit is ideaal om zich tussen de boomwortels te kunnen verschuilen. Het lichaam is zilvergrijs met zwarte, verticale strepen. Ze kunnen 25 (Pterophyllum scalare) tot 50 cm (Pterophyllum altum) hoog worden in het wild en komen voor in het Amazonebekken en in de Orinoco. Het verschil tussen de mannetjes en vrouwtjes is niet te zien, tenzij bij het afzetten.

## Gebruik als aquariumvis
Men komt vaak gewone maanvissen tegen in aquariumwinkels, waar ze nog vrij klein zijn. Ze zijn populair onder aquarianen omwille van hun statige verschijning. Daar ze voorkomen in de Amazone en Orinoco moeten ze op aangezuurd water gehouden worden. Het zijn scholenvissen dus men kan deze vissen maar vanaf 5 à 6 exemplaren houden. Ook dient men een aquariumlengte van minstens 1,20 m en een aquariumhoogte van minstens 50 cm te respecteren.

## Soorten
- Pterophyllum altum (Pellegrin, 1903)
- Pterophyllum leopoldi (Gosse, 1963)
- Pterophyllum micronensis
- Pterophyllum scalare (Lichtenstein, 1823) – Maanvis